# Kripta
Kripta foi uma revista em quadrinhos de terror publicado entre 17 de setembro de 1976 a junho de 1981 pela editora RGE (Rio Gráfica e Editora).
Foram ao todo 60 edições de Kripta. A totalidade das histórias e do material publicado provinham do exterior, na revista foram publicadas histórias oriundas das revistas americanas Creepy e Eerie Warren Publishing, ao contrário da Spektro e da Calafrio, entre outras.
A Exemplo de revistas como a Mad da EC Comics, as revistas Creepy e Eerie para não sofrer a censura do Comics Code Authority eram publicadas no formato magazine (formato usado em revistas como a Veja) impressa em preto e branco.
Normalmente de autores consagrados, como José Ortiz, Esteban Maroto, Frank Miller, Rafael Auraleon, Tom Sutton, Vicente Alcazar, Gonzalo Mayo, Alex Toth, Neal Adams, Bruce Jones, entre tantos outros. Gerou outras revistas "irmãs", como Shock, Fetiche e 3ª Geração, essa última trazia histórias de ficção científica e fantasia da Marvel Comics e da revista underground Witzend.
Veio também a concorrência, Spektro pela Editora Vecchi, algumas revistas (especialmente com o célebre selo "Capitão Mistério")  pela Bloch Editores e depois pela D-Arte, Mestres do Terror e Calafrio. Cabe ressaltar que o gênero terror em hqs fez bastante sucesso no passado, especialmente nas décadas de 1960, 1970 e 1980, daí o grande número de publicações.
Em 1991, a Editora Record publicou a revista "Cripta do Terror", uma revista no formato magazine que trazia histórias da EC Comics.
Em Janeiro de 2011, a Mythos Editora lançou um encadernado de histórias da Eerie baseado em uma publicação da Dark Horse Comics intitulado Eerie Archives, o título usado na edição brasileira foi "Cripta - Os clássicos de Horros da revista Eerie".
A Devir Livraria havia anunciado em Janeiro de 2010 que lançaria um encadernado da revista "Creepy", também lançado originalmente para Dark Horse.